# Sibon manzanaresi
Sibon manzanaresi är en ormart som beskrevs av McCranie 2007. Sibon manzanaresi ingår i släktet Sibon och familjen snokar. Inga underarter finns listade i Catalogue of Life.
Arten är bara känd från nordöstra Honduras. Honor lägger ägg.